# Madi Żarbołow
Madi Żarbołow (ros. Мади Жарболов; ur. 13 czerwca 1990) – kazachski zapaśnik walczący w stylu klasycznym. Trzeci w Pucharze Świata w 2012. Wicemistrz Azji juniorów w 2009 roku.